# Medal za Wybitną Służbę (Izrael)
Medal za Wybitną Służbę (hebr. עיטור המופת) – izraelskie odznaczenie wojskowe, przyznawane żołnierzom Sił Obronnych Izraela za wybitne zasługi bojowe.

## Historia
Odznaczenie zostało ustanowione przez Kneset w 1970, może być jednak przyznawane za wcześniejsze zasługi bojowe. Order jest przyznawany przez Szefa Sztabu Generalnego Sił Obronnych Izraela.
Do chwili obecnej odznaczono nim około sześciuset osób, w tym pięć osób dwukrotnie. Wśród osób odznaczonych znajdują się między innymi: Ester Arditi (jedyna kobieta), Ehud Barak (jeden z najbardziej utytułowanych izraelskich żołnierzy), Micha’el Barkaj (dowódca okrętu rakietowego podczas wojny Jom Kipur), Micha’el Burt (dwa razy odznaczony), Nechemja Kohen (jeden z najbardziej utytułowanych izraelskich żołnierzy), Efi Ejtam (za działania podczas wojny Jom Kipur), Szelomo Hagani (dwa razy odznaczony), Amram Micna (za działania podczas wojny sześciodniowej), Jonatan Netanjahu (za działania podczas wojny Jom Kipur), Zewulun Orlew (za działania podczas wojny Jom Kipur).
| Wojna                 | Liczba przyznanych Medali za Wybitną Służbę |
| --------------------- | ------------------------------------------- |
| Wojna o niepodległość | 15                                          |
| Kryzys sueski         | 3                                           |
| lata 1956-1967        | 62                                          |
| wojna sześciodniowa   | 207                                         |
| lata 1967-1973        | 1 997                                       |
| wojna Jom Kipur       | 195                                         |
| lata 1973-1982        | 4                                           |
| wojna libańska        | 4                                           |
| II wojna libańska     | 12                                          |
| po 2006               | 1                                           |

## Opis odznaczenia
Odznakę orderu zaprojektował Dan Reisinger.
Ma ona kształt koła z umieszczonym na nim wizerunkiem miecza i gałązki oliwnej co ma symbolizować kontrolowaną siłę. Waga kruszcu wynosi 25 gramy srebra o czystości 935. Klamrę wykonano z chromu. Wstążka orderu jest niebieska.